# Everett (Massachusetts)
Pour les articles homonymes, voir Everett.
Everett est une ville du Comté de Middlesex, Massachusetts, qui comptait 41 667 habitants en 2010. La ville fut baptisée en l'honneur de l'homme d'État Edward Everett (1794-1865).

## Culture locale et patrimoine

### Patrimoine culturel
- Le film Gone Baby Gone de Ben Affleck se déroule en partie à Everett.
- L'ancienne High School d'Everett a servi de lieu de tournage pour les films Crazy Dad avec Adam Sandler et Prof poids lourd avec Kevin James.

### Personnalités liées à la ville
- Vannevar Bush (1890-1974), ingénieur américain, maître d’œuvre de la recherche scientifique des États-Unis lors de la Seconde Guerre mondiale.
- Ellen Pompeo (1969-), actrice américaine.
- Nerlens Noel (1994-), joueur américain de basket-ball.